# Новокубанск
Новокубанск (на руски: Новокубанск) е град в Краснодарски край, Русия, разположен на река Кубан. Административен център на Новокубански район. Населението му през 2010 година е 34 829 души, като съставлява 40 % от населението на Новокубански район.